# 29a Mostra Internacional de Cinema de Venècia
La 29a Mostra Internacional de Cinema de Venècia va tenir lloc del 25 d'agost al 7 de setembre de 1968. Els fets del Maig francès van tenir greus repercussions en aquest festival. Cinc dies abans de la celebració del festival, eld directors de l'associació de directors italians ANAC van retirar les seves pel·lícules de la competició per motius culturals i polítics. El Partit Comunista Italià i el Partit Socialista Italià d'Unitat Proletària estaven a favor del boicot. Alguns directors, però, van abandonar aquesta decisió i Roberto Rossellini, Liliana Cavani, Bernardo Bertolucci i Nelo Risi decidiren projectar llurs pel·lícules. Inicialment Pier Paolo Pasolini va refusar participar en el festival, però finalment va entrar en competició.
El dia de la inauguració la policia havia ocupat el Palazzo del Cinema del Lido. La cerimònia d'inauguració es va celebrar amb el festival de manera autogestionada, amb el director del festival, Chiarini, com a president. L'endemà la policia va intervenir i es van cancel·lar les reunions. Finalment, la competició va començar la tarda del 27 d'agost, mentre que fora de Palazzo es feien manifestacions contra "l'exhibició feixista i burgesa".

## Jurat
- Guido Piovene (Itàlia) (president)[3]
- Jacques Doniol-Valcroze (França)
- Akira Iwasaki (Japó)
- Roger Manvell (GB)
- István Nemeskürty (Hongria)
- Vicente Antonio Pineda (Espanya)
- Edgar Reitz (Alemanya)

## Pel·lícules en competició
| Títol original                           | Director(s)         | País de producció |
| ---------------------------------------- | ------------------- | ----------------- |
| Le Socrate                               | Robert Lapoujade    | França            |
| Nostra Signora dei Turchi                | Carmelo Bene        | Itàlia            |
| Die Artisten in der Zirkuskuppel: Ratlos | Alexander Kluge     | Alemanya          |
| Faces                                    | John Cassavetes     | Estats Units      |
| Teorema                                  | Pier Paolo Pasolini | Itàlia            |

## Premis
- Lleó d'Or:
  - Die Artisten in der Zirkuskuppel: Ratlos (Alexander Kluge)
- Premi Especial del Jurat:
  - Nostra Signora dei Turchi (Carmelo Bene)
  - Le Socrate (Robert Lapoujade)
- Copa Volpi:
  - Millor Actor - John Marley - (Faces)
  - Millor Actriu - Laura Betti - (Teorema)
  - Menció honorífica - Kierion (Dimos Theos)
- Premi Pasinetti 
  - Millor pel·lícula- Faces (John Cassavetes)